# Дом консистории
Дом консистории (укр. Буди́нок консисто́рії) или Хлебня (укр. Хлібня) — дом, построен в 1722—1730 годах для хлебни (пекарни) Софийского монастыря. В 1775 году был переоборудован под консисторию — орган управления епархией.
В 1851—1853 годах по проекту Павла Спарро был пристроен новый корпус с главным фасадом вдоль Владимирской улицы. Несколько раз перестраивалась, в том числе под руководством архитектора Владимира Николаева в 1884—1886 годах. 1976—1984 годах во время реставрации были восстановлены части первоначальных форм, после этого, здании переоборудован под выставочного зала Национального заповедника «София Киевская», которая используется и по сей день. С 6 июля по 19 сентября 1941 года в здании находился Штаб обороны Киева.
Здания занесена в перечень Всемирного наследия ЮНЕСКО под № 527 (в комплексе монастырских сооружений собора Святого Софии). Памятник культурного наследия национального значения, имеет охранный номер № 1/10.